# Кустас, Мэри
Мэ́ри Ку́стас (англ. Mary Coustas; 16 сентября 1964, Мельбурн, Австралия) — австралийская актриса, комедиантка и сценаристка.

## Биография
Мэри Кустас родилась 16 сентября 1964 года в Мельбурне (Австралия) в семье актрисы Фани Кустас, но в настоящее время она проживает в Сиднее вместе со своим мужем и их дочерью.
Мэри окончила «Deakin University» со степенью бакалавра в области исполнительских искусств и суб-специальности в области журналистики.

## Карьера
Мэри дебютировала в кино в 1989 году, сыграв роль Хелен в фильме «Путаница». Всего Кустас сыграла более чем в 15 фильмах и телесериалах. Также она играет в театрах, в основном, комичные роли.
Также Мэри пишет сценарии к телесериалам.

## Книги
В 2003 году вышла книга Мэри Кустас «Руководство Эффи по самосовершенствованию».
В 2013 году опубликована книга мемуаров актрисы, под названием «Все, что я знаю: мемуары о любви, потерях и жизни», в которой Мэри Кустас размышляет о жизни и гибели своего отца, бабушки и дочери.

## Личная жизнь
С 2 января 2005 года Мэри замужем за Джорджем Бетсисом. Всего у супругов было две дочери — Стиви Бетсис (была мертворождённой 10.05.2011) и Джейми Бетсис (род. 28.11.2013). Также у Кустас было несколько выкидышей.